# 大阪市交通局500形電車

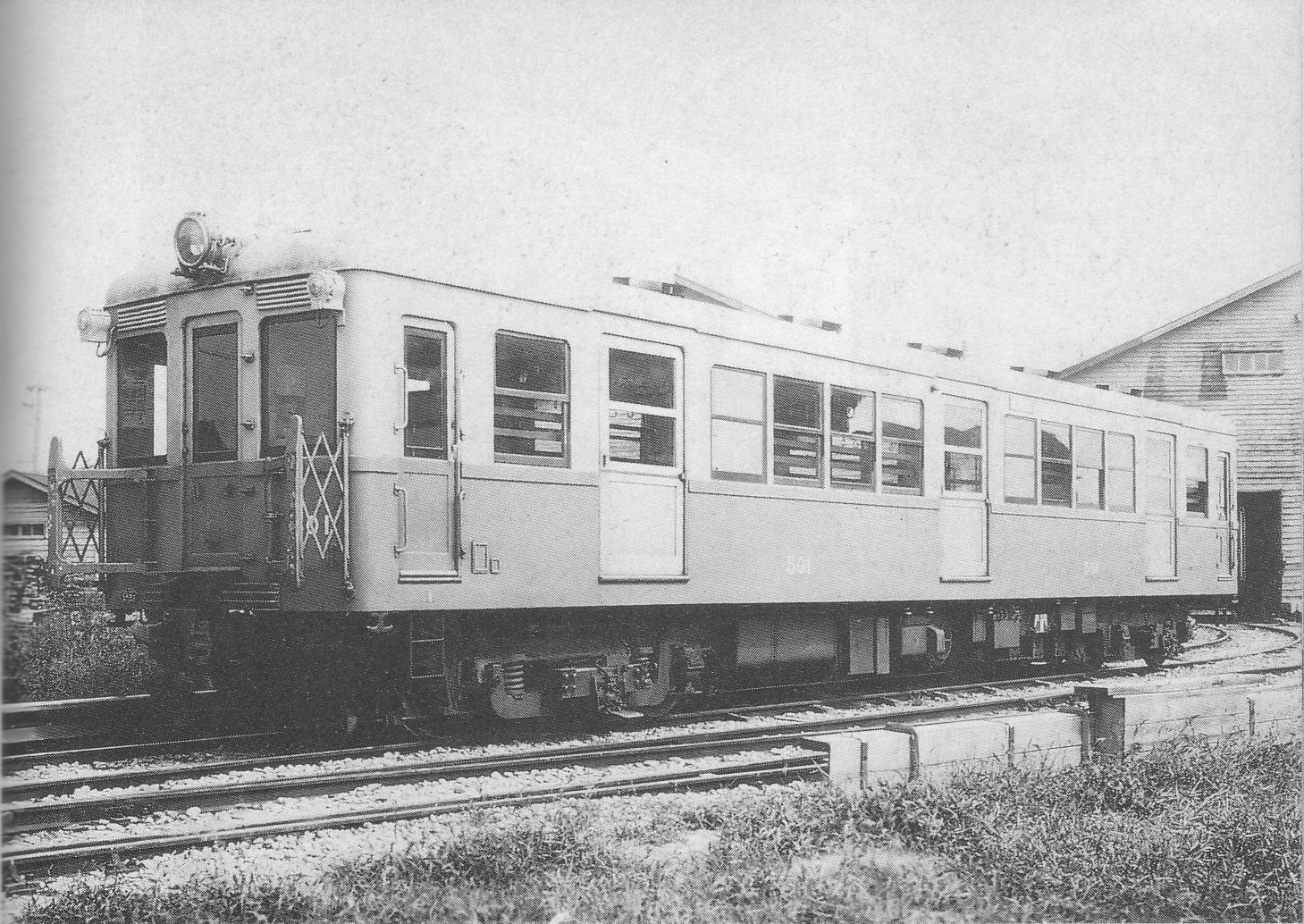
501（1954年より以前の撮影、阿倍野検車区）

大阪市交通局500形電車（おおさかしこうつうきょく500がたでんしゃ）は、大阪市交通局が1949年4月に製造した通勤形電車である。

## 概要
大阪市営地下鉄の1号線（現・御堂筋線）で、終戦直後の混乱期の輸送力増強を目的として、10両全車が東京の汽車製造東京支店で製造された。

## 車体
基本設計は300形に準じるが、本形式より片隅運転台ではなく全室運転台が採用され、車掌台側にも乗務員扉が設置された。これは、戦中戦後の乗客増により、車掌の車内での案内や移動、あるいはドア操作が困難になったことへの対策であるが、結果として座席定員が大幅に減少した。また、これに伴い窓配置はd1D(1)3D(1)2(1)D1d（d：乗務員扉、D：客用扉、(1)：戸袋窓）に変更されている。
外観上の300形との相違点は、ヘッドライト形状であり、流線型の半埋め込み形であった300形のそれとは異なり、100・200形と同様の円筒形に変更されている。加えて、400形では廃止されていた、屋根上のベンチレーターが復活した。
さらに戦後の資材不足から、台枠の根太には日本松が採用され、本来真鍮製となる部分が鉄製となったほか、トラップドア枠や座席が木製であり、特に座席は緊急時に裏返して非常はしごとして使える構造であった。また、車内のスタンションポールは廃止された。

## 主要機器
戦時中に400形10両の増備用として用意されていた資材を極力流用した。ただし主電動機は、芝浦製作所SE-146に戻され、制御器もES-512Cで故障が頻発したことへの対策として改良を実施した東洋電機製造ES-512Dへ変更された。また、台車についても、300形以前の車両が使用している扶桑金属工業製の一体鋳鋼イコライザー台車であるKS-63Lに戻されている。

## 運用
全室運転台であることが幸いして、本系列は主に先頭車として使用された。また、座席のモケット化など、戦後の混乱期の製造だったために見劣りした車内設備の更新や、U自在弁の整備が困難になりつつあることと長編成化に備えて、制動装置の改良（電磁直通ブレーキの取り付け）やスピードアップ化改造も行われた。晩年には列車無線装置の取り付けも行われ、8両編成の先頭車として活躍した。
車内照明の蛍光灯化も施工されたが、501は1958年に先行試作として施工されたため、他車と異なり白熱灯の位置にカバー付長方形の蛍光灯が取り付けられる形態となっており、また504は最後まで蛍光灯化されずに残った。

## 終焉
1970年の日本万国博覧会に向けての1号線輸送力増強の一環として、1号線在籍の旧型車は新造の30系で置き換えられることとなり、1969年秋までに運用終了し、509～510を除き廃車された。残る2両は事業用車への改造が予定されたが、結局510のみ救援車として使用されることとなり、509は1972年に廃車された。
510は、引き続き我孫子車両工場に配置されていたが、同所の閉鎖（1987年）の際、既に車体が老朽化していたことなどもあり、移動対象から外され、1988年に廃車解体された。